# Pfarrhof (Winhöring)

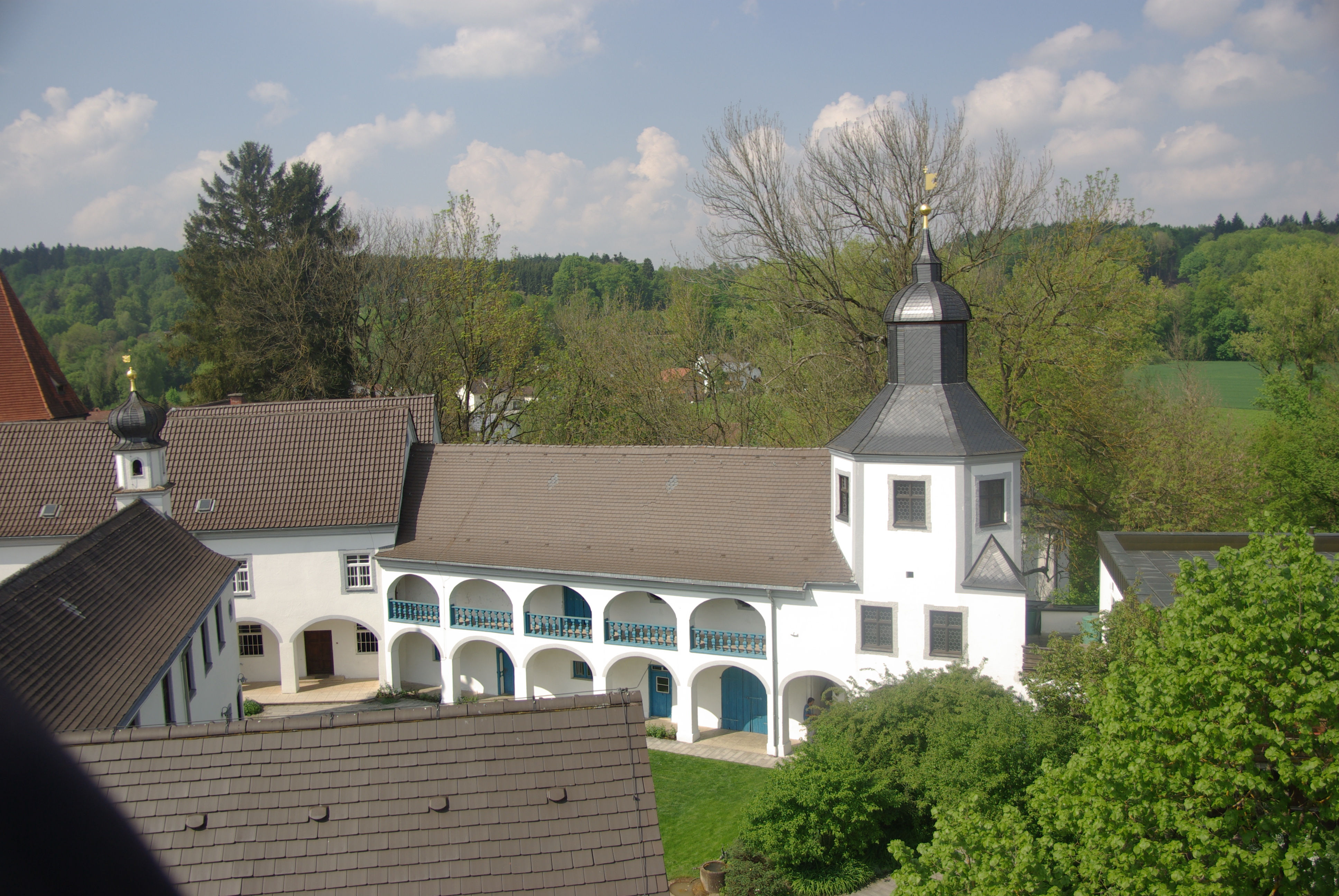
Pfarrhof in Winhöring

Der Pfarrhof in Winhöring, einer Gemeinde im oberbayerischen Landkreis Altötting in Bayern, wurde 1728 errichtet. Der Pfarrhof an der Neuöttinger Straße 5 und 7 ist ein geschütztes Baudenkmal.

## Beschreibung
Die stattliche Barockanlage besitzt ein zweigeschossiges Wohnhaus mit Arkaden, Balustraden und Turm.
Nordwestlich grenzt der ehemalige Ökonomietrakt an, ein Satteldachbau mit Lisenengliederung, profilierten Lichtöffnungen und Arkadengang.
Nördlich steht das zweigeschossige Mesnerhaus mit Steildach, das vermutlich im 18. Jahrhundert erbaut wurde.
Der Westflügel des Pfarrhofes ist ein ehemaliger zweigeschossiger Ökonomietrakt mit Satteldach mit Türmchen und querovalen Lichtöffnungen.
Im Südflügel, ein ehemaliger Ökonomietrakt, befindet sich heute die Gemeindebücherei.